# Dithecodes cryptereuthus
Dithecodes cryptereuthus là một loài bướm đêm trong họ Geometridae.